# Polyphony Digital
Polyphony Digital — японская компания, специализирующаяся на разработке видеоигр. Основана в 1998 году. Штаб-квартира расположена в Японии, в городе Токио. Дочерняя компания PlayStation Studios.
Компания известна серией видеоигр Gran Turismo, представляющих собой автосимуляторы, разрабатываемые эксклюзивно для консолей компании Sony.

## История
Изначально Polyphony Digital существовала в составе Sony Computer Entertainment в виде группы разработки, в 1998 году была выделена в отдельную студию, принадлежащую компании Sony.

## Список разработанных игр
В таблице приведены данные, полученные с официального сайта студии Polyphony Digital, а также игра Omega Boost.
| Название                               | Год выпуска                                  | Платформа                    | Примечания                                                |
| -------------------------------------- | -------------------------------------------- | ---------------------------- | --------------------------------------------------------- |
| Gran Turismo                           | 1997 (в Японии и Азии) 1998 (в США и Европе) | PlayStation                  |                                                           |
| Omega Boost                            | 1999                                         | PlayStation                  |                                                           |
| Gran Turismo 2                         | 1999 (Япония, Азия и США) 2000 (Европа)      | PlayStation                  |                                                           |
| Gran Turismo 3: A-Spec                 | 2001                                         | PlayStation 2                |                                                           |
| Gran Turismo Concept 2001 TOKYO        | 2002                                         | PlayStation 2                | Вышла только в Японии и Азии.                             |
| Gran Turismo Concept 2002 TOKYO-GENEVA | 2002                                         | PlayStation 2                | Вышла только в Европе и Азии.                             |
| Gran Turismo 4 Prologue                | 2003 (Япония и Азия) 2004 (Европа)           | PlayStation 2                | Вышла только в Японии, Азии и Европе.                     |
| Gran Turismo 4                         | 2004 (в Японии и Азии) 2005 (в США и Европе) | PlayStation 2                |                                                           |
| Tourist Trophy                         | 2006                                         | PlayStation 2                | Первая попытка создать симулятор гонок на мотоциклах.     |
| Gran Turismo 5 Prologue                | 2007 (Япония) 2008 (Азия, США и Европа)      | PlayStation 3                |                                                           |
| Gran Turismo (PSP)                     | 2009                                         | PlayStation Portable         |                                                           |
| Gran Turismo 5                         | 2010                                         | PlayStation 3                |                                                           |
| Gran Turismo 6                         | 2013                                         | PlayStation 3                |                                                           |
| Gran Turismo Sport                     | 2017                                         | PlayStation 4                |                                                           |
| Gran Turismo 7                         | 2022                                         | PlayStation 4, PlayStation 5 |                                                           |
| Gran Turismo 8                         | TBA                                          | TBA                          | Находится в разработке, подтверждена в феврале 2023 года. |

## Данные о продажах игр серии Gran Turismo
Согласно официальным данным с сайта Polyphony Digital, на март 2010 года суммарно было продано более 65 миллионов копий игр, произведённых студией.

## Сотрудничество с автопроизводителями
Игры серии Gran Turismo считаются одними из самых приближенных к реальности автосимуляторами, доступными на консолях. Так, игра Gran Turismo 5 ещё до официального релиза была названа самой реалистичной в мире игрой-автосимулятором. Достижение максимального эффекта приближения к реальности достигается за счет тесного сотрудничества компании с различными автопроизводителями, среди них: Nissan, Honda, Alfa Romeo, BMW и другие.